# Большой Овчинниковский переулок
Большо́й Овчи́нниковский переу́лок — улица в центре Москвы в Замоскворечье между Овчинниковской набережной и Пятницкой улицей.

## История
Название XVIII века, данное по дворцовой Овчинной слободе Конюшенного двора (название Овчинники известно с 1629 года, Овчинная слобода — с 1632 года), население которой — овчинники (скорняки) — выделывали овчины.

## Описание

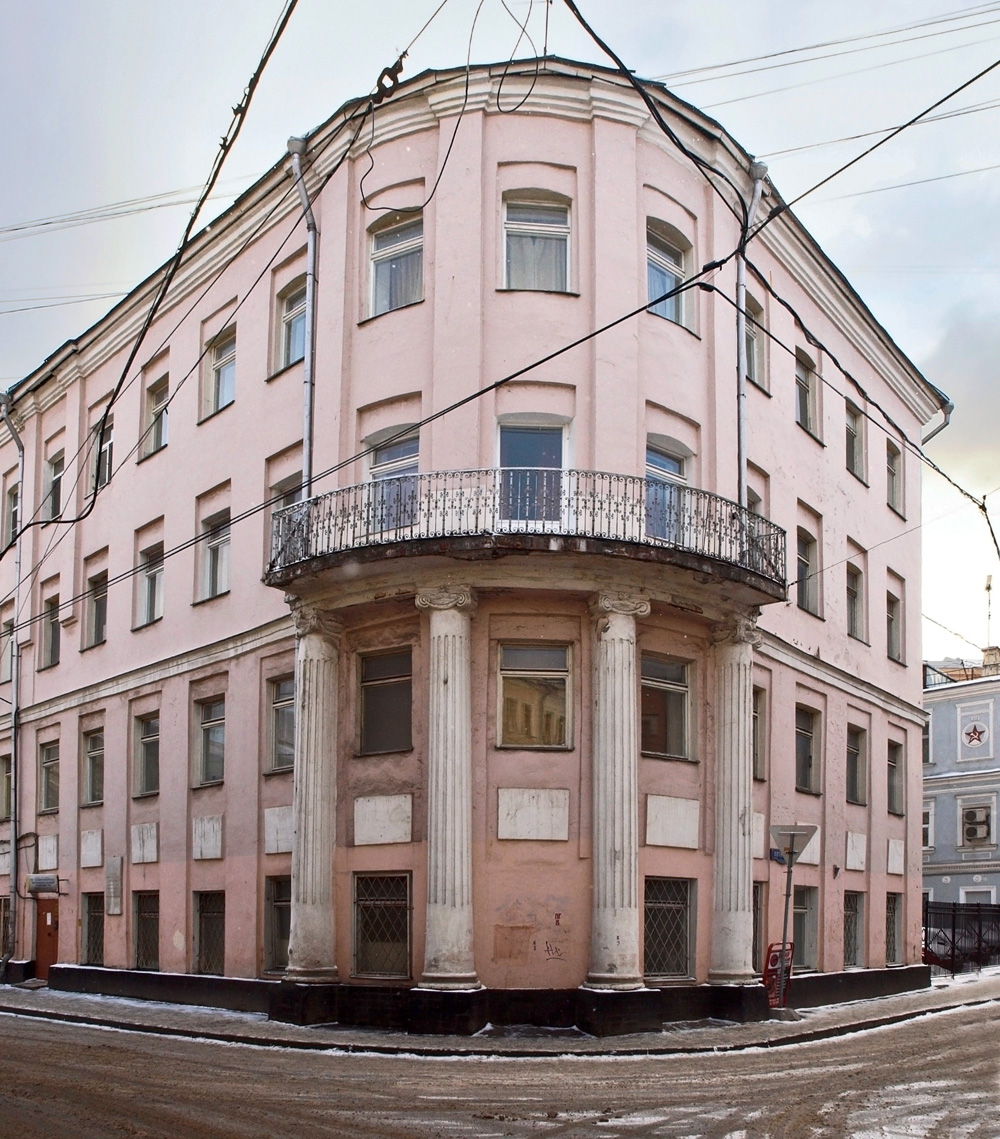
№ 17, строение 1. Угол Пятницкого переулка (справа) и Большого Овчинниковского.

Большой Овчинниковский переулок начинается от Овчинниковской набережной и проходит параллельно Садовническому проезду. Автомобильное движение, однако, начинается лишь напротив дома 10 от Садовнического проезда. Переулок имеет дугообразную форму постепенно поворачивая с западного на северное направление, слева к нему примыкают Большая Татарская улица и Пятницкий переулок. Выходит на Пятницкую улицу напротив дома 6 по Пятницкой. Между Большим и Средним Овчинниковскими переулками расположен крупный торговый центр «Аркадия».

## Здания и сооружения
По нечётной стороне:

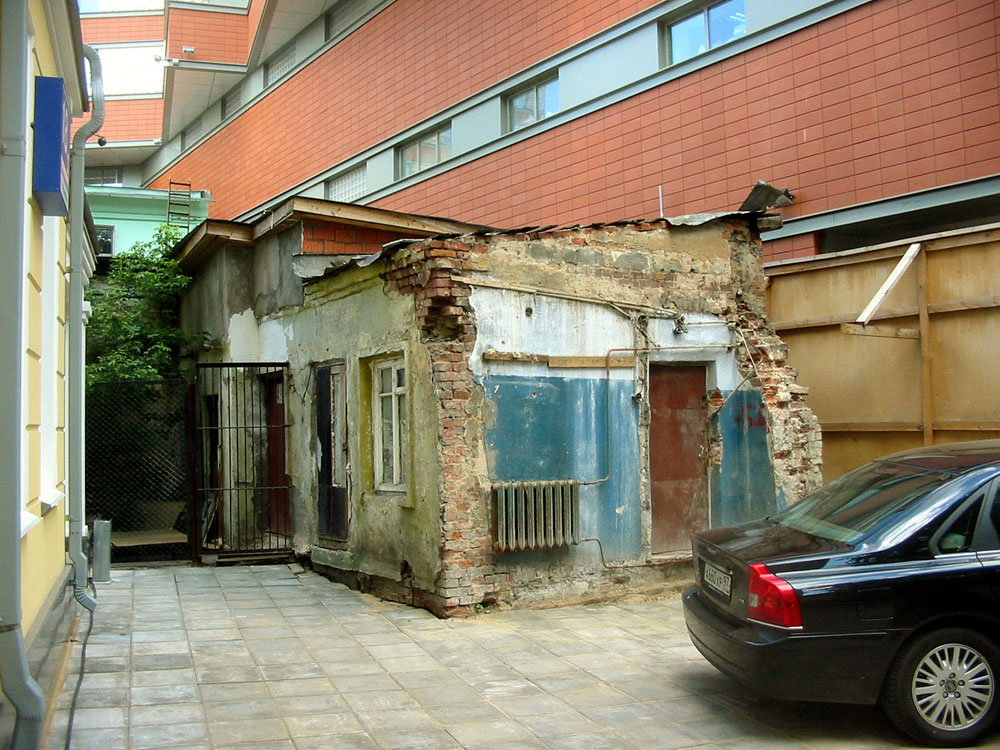
Во дворе ТЦ «Аркадия».

- № 11 — здание конца XIX в. В 1902—1938 годах здесь жил П. В. Тимофеев — учёный в области электроники и вакуумной техники[2]. Ныне — Институт земельных отношений;
- № 17, строение 1 — Дом Н. С. Замятиной (1 и 2 этажи — конец XVIII века; 1886, архитектор И. Удалов; 3 и 4 этажи — 1906—1907 годы)[3]. Здесь в 1893—1894 годах состоялась встреча Ленина с членами центральной марксистской группы.
- № 19 — Пятницкий рыбный рынок (1999, архитектор Л. Казакова)[4]

По чётной стороне:
- № 16 — Торговый центр «Аркадия».
- № 24, стр. 1 — доходный дом. Здесь жил архитектор Н. Н. Благовещенский.
- № 24, строение 4-5 — Культурный центр «Дом»; Московский дом самодеятельного творчества; Городской центр авторской песни (КСП);
- № 26, строение 4 — представительство Ростовской области;